# Maison du maire Eberlin
La maison du maire Eberlin est un monument historique situé à Riquewihr, dans le département français du Haut-Rhin.

## Localisation
Ce bâtiment est situé au 5, rue des Trois-Églises à Riquewihr.

## Historique
L'édifice fait l'objet d'une inscription au titre des monuments historiques depuis 1995.

## Architecture

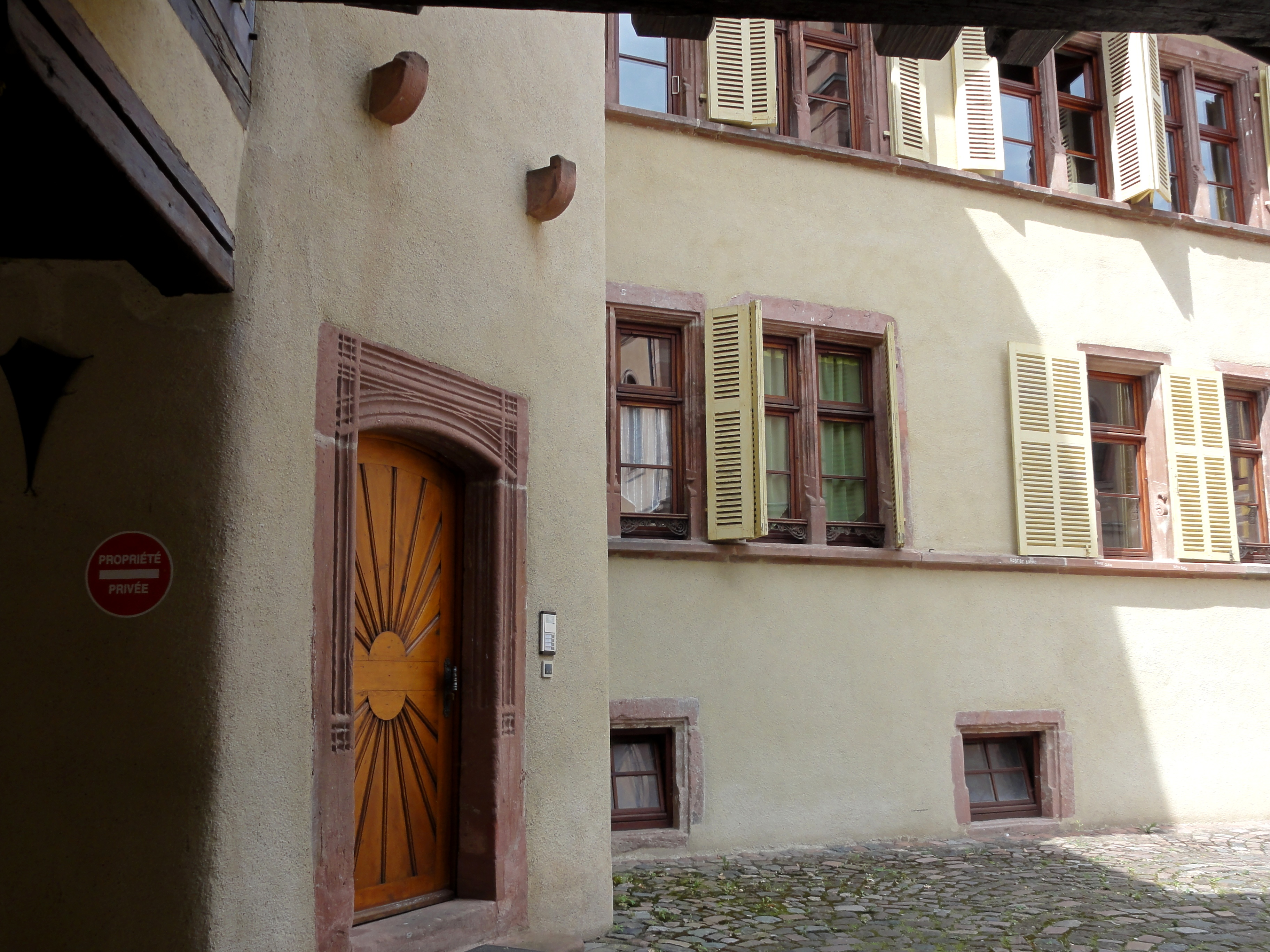
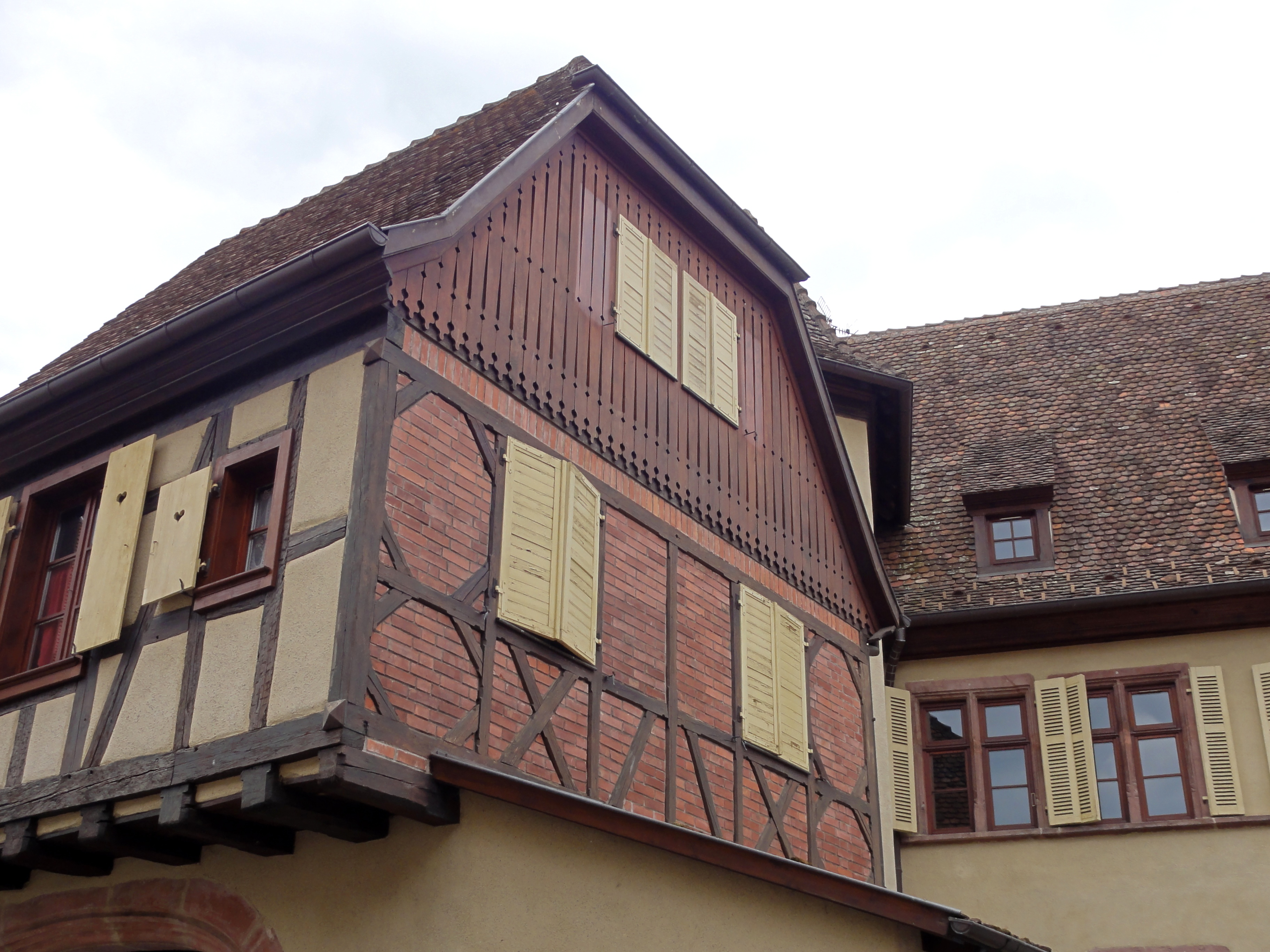